# اورینوکو ۱۱۹۲۶
سیارک ۱۱۹۲۶ (به انگلیسی: 11926 Orinoco، نامگذاری:1992YM2) یازده هزار و نهصد و بیست و ششمین سیارک کشف شده‌است که در ۱۸ دسامبر ۱۹۹۲ کشف شد.
قدر مطلق سیارک برابر ۲۰٫۴ است.